# Diffúziós egyenlet
A diffúziós egyenlet az anyagban végbemenő diffúziós folyamat dinamikai sűrűségét leíró parciális differenciálegyenlet. A diffúziós egyenlet a diffúziószerű viselkedés leírására – például az allélek diffúziója a populációgenetikában – is használható.

## Képlet
{\displaystyle {\frac {\partial \phi (\mathbf {r} ,t)}{\partial t}}=\nabla \cdot {\big [}D(\phi ,\mathbf {r} )\ \nabla \phi (\mathbf {r} ,t){\big ]},}
ahol ϕ(r, t), az r helyen lévő anyag sűrűsége, t , az idő, és D(ϕ, r) a együttes diffúziós együttható az r helyen lévő ϕ sűrűségnél, és ∇ reprezentálja a vektor differenciáloperátort. Ha a diffúziós együttható függ a sűrűségtől, akkor az egyenlet nemlineáris, máskülönben lineáris.
Még általánosabban, ha D szimmetrikus pozitív definit mátrix, akkor az egyenlet anizotróp (lásd izotrópia) diffúziót ír le, melynek képlete (háromdimenziós diffúzió):
{\displaystyle {\frac {\partial \phi (\mathbf {r} ,t)}{\partial t}}=\sum _{i=1}^{3}\sum _{j=1}^{3}{\frac {\partial }{\partial x_{i}}}\left[D_{ij}(\phi ,\mathbf {r} ){\frac {\partial \phi (\mathbf {r} ,t)}{\partial x_{j}}}\right]}
Ha D konstans, akkor az egyenlet a következő lineáris differenciálegyenletté egyszerűsödik:
{\displaystyle {\frac {\partial \phi (\mathbf {r} ,t)}{\partial t}}=D\nabla ^{2}\phi (\mathbf {r} ,t),}
melyet hőegyenletnek is hívnak.

## Történet
A diffúziós egyenlet eredete visszanyúlik az Fick-féle részecskékre vonatkozó diffúziós egyenletre, melyet Adolf Fick állított fel 1855-ben. A diffúziós egyenletnek nagyszámú analitikus megoldása ismert

## Diszkretizálás
A diffúziós egyenlet mind térben, mind időben, folytonos. Lehetséges diszkretizálni térben és időben vagy külön-külön, az alkalmazástól függően. A diszkretizálásra akkor van főleg szükség, ha digitális számítógépen történik a további felhasználás. A diszkretizáláskor időszeletekre bontjuk a folytonos függvényt, mely nem befolyásolja a jelenséget. Ha csak a térben történik a diszkretizálás, akkor a diszkrét Gauss-kernel alkalmazható. Ha térben és időben egyszerre diszkretizálunk, akkor a véletlenszerű mozgás (bolyongás) módszere használható.